# Avamè
Avamè ou Tori-avamè est un arrondissement situé dans le département de l'Atlantique au Bénin. Il est placé sous  juridiction administrative de la commune de Tori-Bossito.

## Histoire
Avamè devient officiellement un arrondissement le 27 mai 2013 après la délibération et adoption par l'assemblée nationale du Bénin en sa séance du 15 février 2013 de la loi n° 2013-O5 du 15/02/2013 portant création, organisation, attributions et fonctionnement des unités administratives locales en République du Bénin,,,,,,.

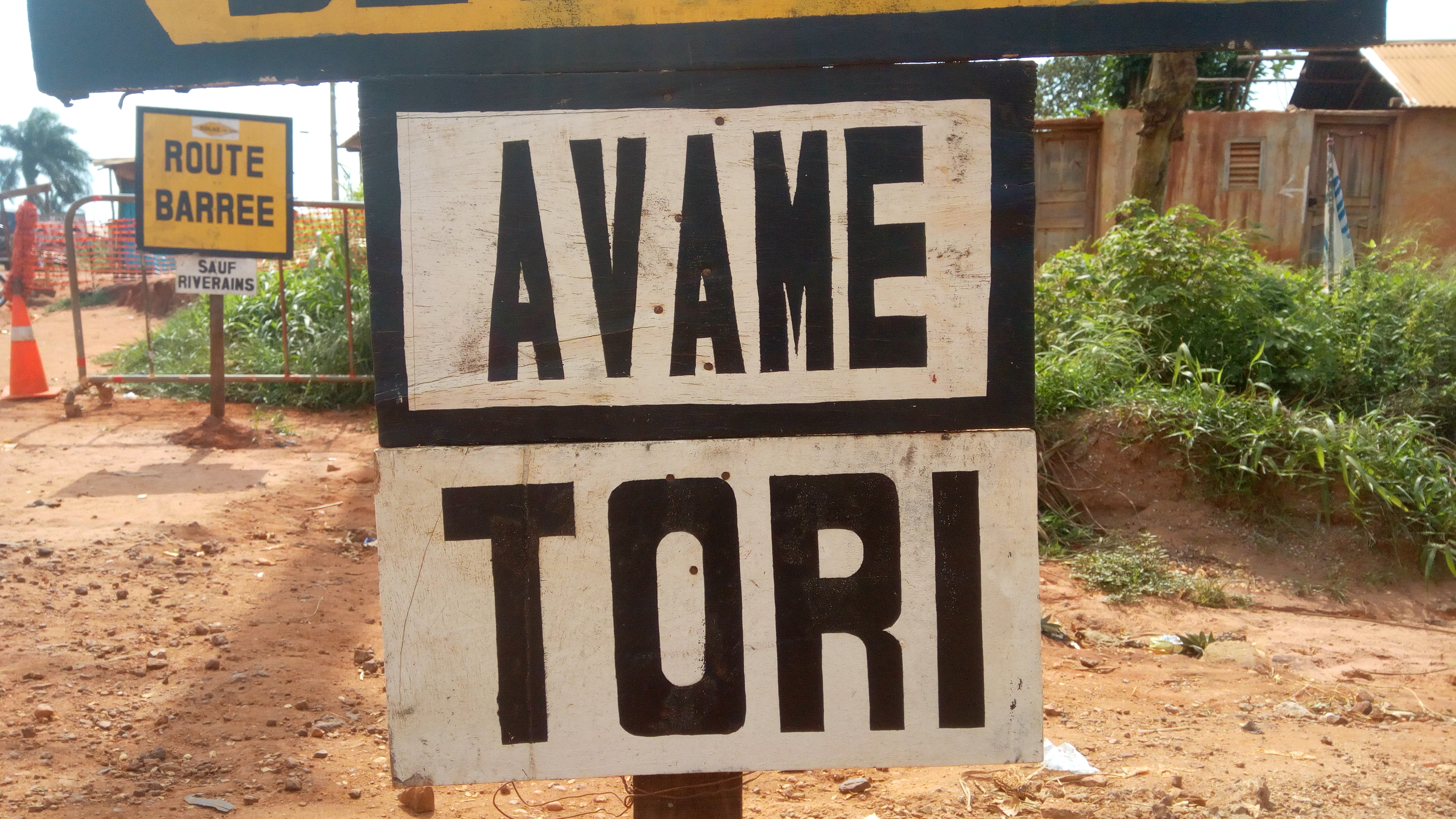
Plaque de Avamè 2

## Administration
Avamè fait partie des six arrondissements que compte la commune de Tori-Bossito. Cet arrondissement compte six  villages :Aguéta, avamè centre, Gbédjougo, Hla, Houngo et massètomè.

## Population
Selon le recensement général de la population et de l'habitation (RGPH4) de l'institut national de la statistique et de l'analyse économique (INSAE) au Bénin en 2013, la population d'Avamè s'élève à 5351 habitants.
| Indicateur           | 2013 |
| -------------------- | ---- |
| Nombre de ménages    | 363  |
| Population féminine  | 2680 |
| Population masculine | 2671 |
| Population totale    | 5351 |

## Galerie de photos

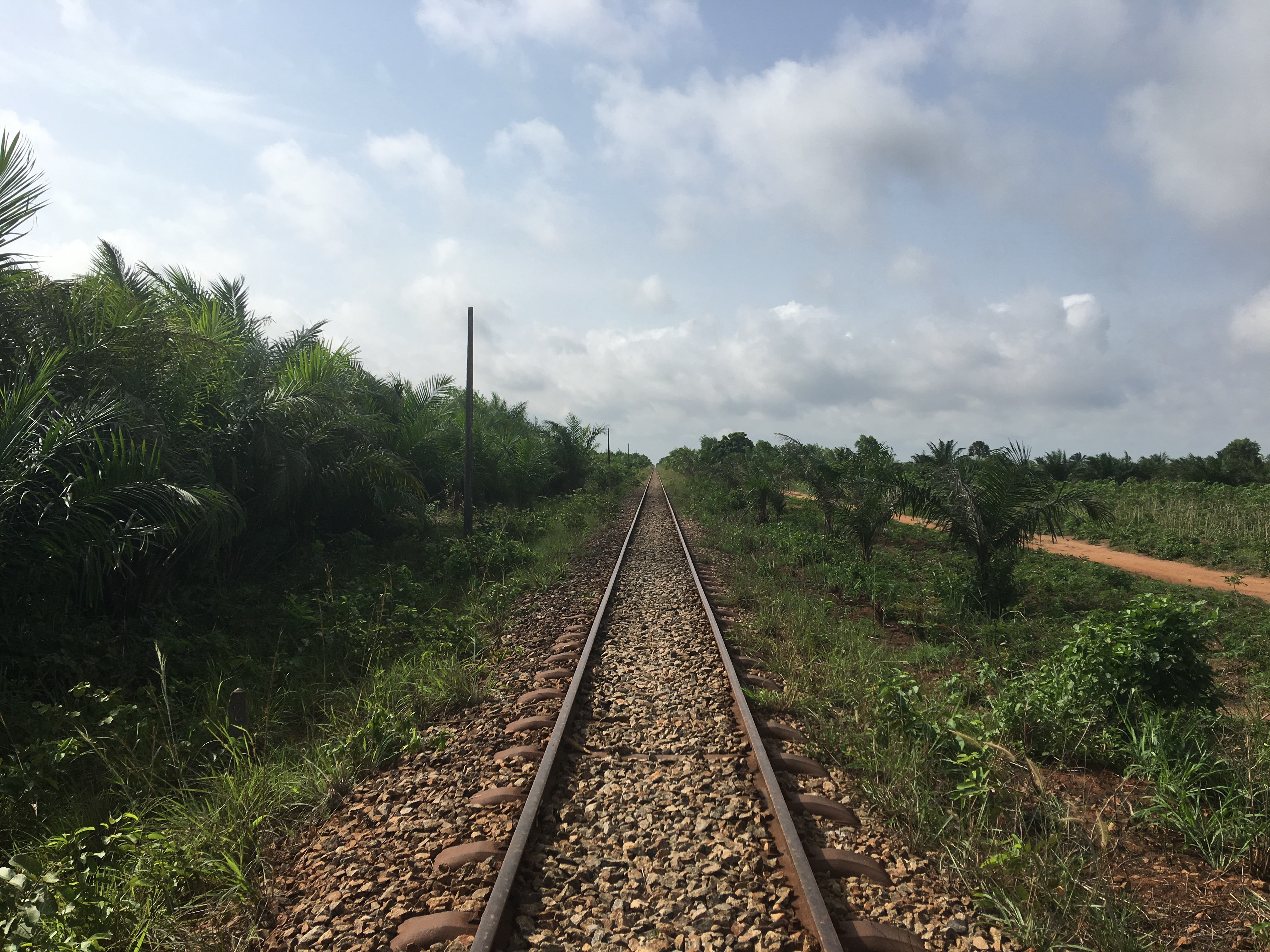
Chemin de fer à Tori-Bossito
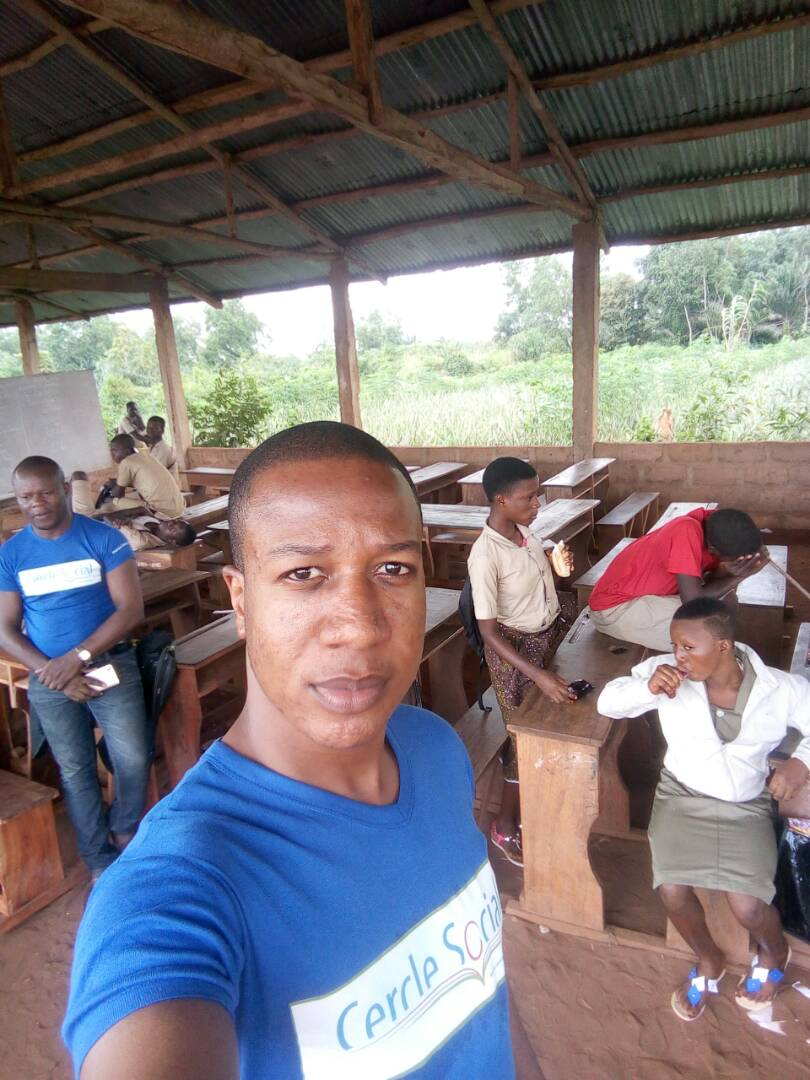
ONG Cercle Social a Tori Avame
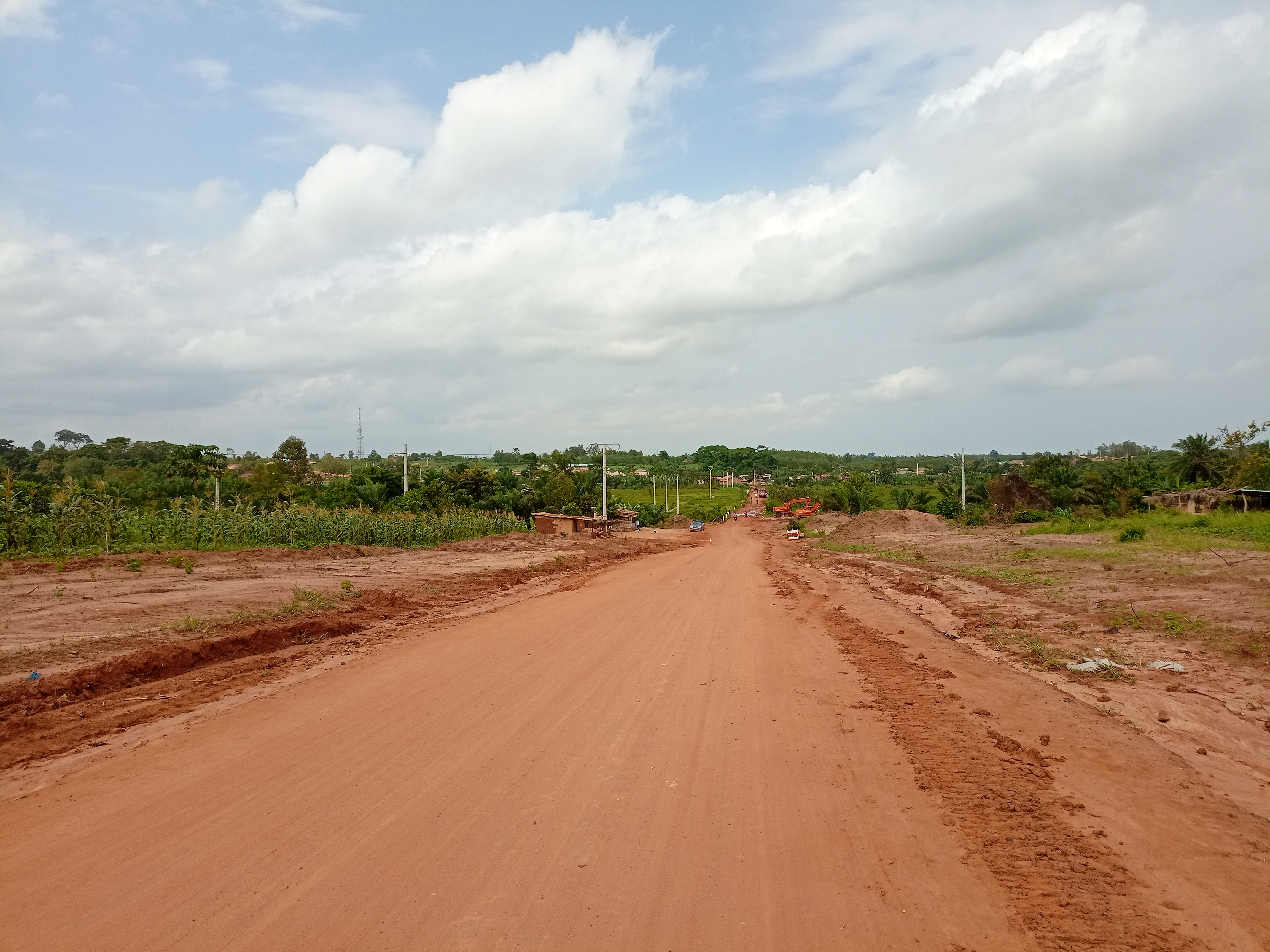
Route en construction à Tori-Avamè